# Pachmarhi
Pachmarhi fou un estat tributari protegit del tipus zamindari al tahsil de Sohagpur, districte d'Hoshangabad, Províncies Centrals, amb sis pobles, al cor de les muntanyes Mahadeo. La població de 1881 era de 507 habitants. El sobirà era un kurku de casta i el bhopa principal (els bhopes eren els guardians hereditaris del temple de Mahadeo); en concepte de guardià del temple rebia 75 lliures a l'any per no cobrar taxes de peregrinació. Pagava un tribut de poc més de dos lliures.